# Versiones (álbum)
Versiones de Las Pastillas del Abuelo se trata de una edición limitada de 5000 copias, realizadas en forma artesanal por la ONG "Yo no fui".
De las diez versiones acústicas, seleccionamos «¿Dónde esconder tantas manos?», «Sólo Dios», «Tantas escaleras» y el inédito, nunca editado antes en su discografía oficial, «Contra viento y marea». Este CD fue presentado en el estudio de la rock and pop junto a Mario Pergolini. 

## Listado de canciones
| N.º | Título                            | Duración |  |
| 1.  | «Tantas escaleras»                | 5:04     |  |
| 2.  | «Resulta imposible (Candombe II)» | 4:57     |  |
| 3.  | «Cerveza»                         | 4:12     |  |
| 4.  | «Solo Dios (Almafuerte)»          | 5:19     |  |
| 5.  | «¿Dónde esconder tantas manos?»   | 5:45     |  |
| 6.  | «Oportunistas»                    | 3:26     |  |
| 7.  | «Duda»                            | 6:34     |  |
| 8.  | «Contra viento y marea (inédito)» | 6:44     |  |
| 9.  | «Amar y envejecer»                | 7:36     |  |
| 10. | «Me juego el corazón»             | 3:36     |  |